# Саньянг, Кукои Самба
Кукои Самба Саньянг (англ. Kukoi Samba Sanyang; 1952, Вассаду, Гамбия — 2013, Бамако, Мали), в некоторых русскоязычных источниках Кукли Самба Саньянг — гамбийский политик, коммунист и революционный социалист, один из лидеров Гамбийской социалистической революционной партии, организатор неудачной попытки переворота против президента Джавары летом 1981. Союзник Муаммара Каддафи и Чарльза Тейлора, участник либерийской гражданской войны. Безуспешно пытался примириться с президентом Джамме, обвинялся в подготовке покушения на него. Скончался в эмиграции.

## Избирательный опыт
Родился в семье католиков-диола из небольшого города в Западном округе (точная дата рождения неизвестна, обычно называется декабрь 1952, иногда январь 1953). При рождении получил имя Доменик Поль Саньянг, впоследствии изменил на более африканское звучание.
Среднюю школу Саньянг окончил в Банжуле, уже в независимой Гамбии. Переехал в Сенегал, поступил в католическую семинарию, однако был исключён и вернулся в Гамбию. Некоторое время работал школьным учителем.
Состоял в левоцентристской Партии национального конвента, которую возглавлял бывший вице-президент Гамбии Шериф Мустафа Дибба. Баллотировался в Национальную ассамблею на выборах 1977, но с 13,51% голосов потерпел поражение от кандидата правящей Народно-прогрессивной партии (ранее, на выборах 1972, не смог избраться в парламент его старший брат).
Электоральная неудача привела Саньянга к разочарованию в «буржуазной демократии». Его левые взгляды резко радикализировались. Саньянг проникся идеями марксизма-ленинизма, стал сторонником Ливийской джамахирии и Советского Союза. После выборов он покинул Гамбию, несколько лет жил в Ливии, по некоторым данным, побывал на Кубе и в СССР. Но конкретных связей с иностранными правительствами и иными политическими силами в тот период он не установил (во всяком случае, такие свидетельства отсутствуют).

## Революционный заговорщик
В 1980 разорившийся предприниматель Джибриль Джордж разочаровался в «капиталистическом рынке» и создал Гамбийскую социалистическую революционную партию (GSRP). Идеология GSRP основывалась на радикальном африканском социализме с выраженным марксистско-коммунистическим уклоном. Социальную базу составляли городская беднота — водители такси, рыбаки, сторожа, подсобники; учащаяся и безработная молодёжь, банжульские и группировки типа Black Scorpions. Ближайшим политическим союзником партии выступало гамбийское отделение панафриканского Движения за справедливость в Африке (MOJA-G). Тайным финансистом GSRP являлся крупный гамбийский бизнесмен Алиу Ках, недовольный доминированием в стране иностранного капитала.
1979—1980 годы были отмечены резким обострением политической ситуации в Гамбии. Леворадикальные противники президента Дауды Джавары устраивали уличные беспорядки, поджоги, драки с лоялистами и полицией, расписывали стены оскорбительными для властей граффити, подожгли личную яхту президента. Особенную тревогу властей вызывало брожение в государственной военной организации — Полевых силах Гамбии. В октябре 1980 солдат Мустафа Дансо застрелил заместителя командующего Эку Махони. Президент Джавара обвинил Муаммара Каддафи в финансировании гамбийских экстремистов и вербовке двухсот боевиков. 29 октября 1980, через день после армейского убийства, дипломатические отношения между Гамбией и Ливией были разорваны, ливийское посольство в Банжуле закрыто. Однако доказательств предметного ливийского вмешательства обнаружить не удалось. Влияние Каддафи на гамбийских радикалов характеризовалось впоследствии как «идейное вдохновение, а не материальная помощь».
В ноябре GSRP и MOJA-G были запрещены властями. GSRP перешла на нелегальное положение под названием Гамбийская подпольная социалистическая революционная рабочая партия (GUSRWP). Именно тогда в партию вступил вернувшийся в страну Кукои Самба Саньянг.
Вокруг Саньянга сгруппировалось радикальное кадровое ядро. Численность, включая самого Саньянга, составляла двенадцать человек. Это были молодые диола, земляки Саньянга по Западному округу, малообразованные водители такси и бывшие военнослужащие. Саньянг выступал с позиций революционного социализма и марксизма-ленинизма, ориентировал сторонников на силовое свержение президента Джавары. В июле 1981 состоялись тайные совещания активистов GUSRWP. Ставилась задача захвата власти под коммунистическими лозунгами «диктатуры пролетариата» и «руководящей роли марксистско-ленинской партии». Современники и исследователи отмечали, что партия Саньянга — с её специфическими руководящими кадрами, догматичной идеологией и риторикой, необоснованными властными амбициями — представлялась «несколько нелепой».
Подходящим моментом для выступления был сочтён конец месяца: с 29 июля 1981 президент Джавара находился в Лондоне на свадьбе принца Чарльза и принцессы Дианы.

## Лидер мятежа
В ночь на 30 июля 1981 Саньянг с десятком сподвижников захватил армейский склад в Бакау. Несколько сотен боевиков вооружились автоматами АК-47. В основном это были активисты и сторонники GUSRWP, MOJA-G, «Black Scorpions». Присоединилась к мятежу и значительная часть — от трети до половины — гамбийских военных, среди них недавно отставленный высокопоставленный армейский офицер Усман Боджунг.
Мятежники захватили президентскую резиденцию, радиоцентр, аэропорт Банжул-Юндум. Саньянг выступил по радио, объявил о свержении «деспотического, коррумпированного и трайбалистского правительства» и переходе власти в руки марксистско-ленинского Национального революционного совета (NRC) под своим председательством. Его речь оценивалась как экспрессивно-пафосная и пугающая. Коммунистическая фразеология, объявленное прекращение действия Конституции, роспуск парламента, запрет политических партий, почти неприкрытые угрозы применить масштабное насилие производили отталкивающее впечатление на большинство гамбийцев. Однако не отмечалось и спонтанного сопротивления граждан. Большинство населения занимало выжидательную позицию.
Саньянг интенсивно перемещался по Банжулу, призывая боеспособных мужчин браться за оружие. Освободив заключённых тюрьмы Mile Two, мятежники вооружили всех, кто изъявил согласие присоединиться. В результате автоматическое оружие и боевые патроны оказались в руках опасных преступников. Начались погромы, повальные грабежи магазинов, насильственное сведение личных счётов, поджоги, избиения, убийства. На улицах велась беспорядочная стрельба, появились убитые. То же происходило в Серекунде, Бакау, Брикаме. Ситуация вышла из-под всякого контроля.
Сопротивление мятежникам в Банжуле возглавили вице-президент Хасан Муса Камара, генеральный инспектор полиции Абдули Мбуб, его помощники Усман Джаллоу и Янко Тамбаджанг. Камара выщел на связь с президентом и подтвердил существование правительства. Дауда Джавара обратился за помощью к правительствам Великобритании и Сенегала. Правительство Маргарет Тэтчер направило в Гамбию спецгруппу SAS под командованием майора Яна Крука. Но решающую роль в подавлении сыграли сенегальские войска.
Мятежники взяли в заложники первую леди Гамбии Чилель Джавара, десятерых детей и старшего брата президента, нескольких высокопоставленных чиновников и авторитетных старейшин. Под угрозой смерти они обратились к Джаваре с призывом подать в отставку. Саньянг кричал по радио, что сам не имеет детей и готов к смерти за Гамбию — вместе с детьми президента, «если Джавара не испытывает симпатий к собственной семье». Джавара впоследствии оценивал это как безумие, порождённое отчаянием.
В соответствии с сенегало-гамбийским договором о взаимной обороне президент Сенегала Абду Диуф направил в Гамбию почти трёхтысячный контингент. 31 июля начались ожесточённые бои сенегальцев с мятежниками. Подавляющее превосходство сенегальцев не оставляло шансов Саньянгу и его сторонникам. NRC обратился к правительствам Гвинеи-Бисау, Гвинеи, Ливии и СССР с просьбой о военной помощи, но призыв остался без ответа. Последним шагом отчаяния Кукои Самба Саньянг пробрался в дом Шерифа Мустафы Диббы и стал просить у него телефонный номер, по которому можно было бы позвонить полковнику Каддафи. Этого, однако, тоже не удалось.
Уже 2 августа мятеж был в целом подавлен. Заложники освобождены офицерами SAS. Джибриль Джордж погиб в конфликте со своими боевиками, Усман Боджунг убит в перестрелке с сенегальцами. С 30 июля по 8 августа 1981 в Гамбии погибли от 500 до 1000 человек. Наиболее вероятная численность убитых — около пятисот (из них 80 % — мятежники и мирное население, остальные — лоялисты и сенегальцы).
Кукои Самба Саньянг с небольшой группой ближайших сподвижников сумел скрыться и пересечь границу. Водным путём из рыбацкой деревни Картунг он тайно пробрался в Гвинею-Бисау, где у власти находился марксистский режим ПАИГК. Опасаясь экстрадиции, оттуда Саньянг вылетел на Кубу, затем в Ливию.

## Попытки эмигрантской политики
Получив мировую известность, Саньянг действительно стал партнёром иностранных политиков. Прошёл военную подготовку в Ливии. В 1986 с Саньянгом вступил в контакт либерийский повстанец Чарльз Тейлор, вербовавший союзников для гражданской войны против Сэмюэла Доу. Движение Тейлора финансировал Каддафи; с другой стороны, Тейлор был давно и тесно связан с ЦРУ США. Саньянг поддержал Тейлора и под псевдонимом «доктор Мэннинг» участвовал в войне на его стороне. Он вербовал гамбийских военнослужащих под видом контракта на работу в либерийских больницах. Существуют также данные, что в функцию «доктора Мэннинга» входило управление концлагерем. Однако после победы Тейлора он не получил каких-либо постов в Либерии. В благодарность Тейлор помог Саньянгу приобрести бар в Уагадугу (Буркина-Фасо).
Кукои Самба Саньянг позиционировался теперь как «гамбийский диссидент» и панафриканист. Сохранял связи с Каддафи и с президентом Гвинеи-Бисау Жуаном Виейрой, пытался вмешаться в войну в Сьерра-Леоне на стороне RUF. Проживал попеременно в Гвинее-Бисау и в Сенегале (прежняя вражда в 1990—2000-е перестала быть актуальной).
В интервью 1988 Саньянг не выражал никакого сожаления о своих действиях семилетней давности. Признавал только тактические ошибки (например, отсутствие связей в Сенегале). Упорно пытался вернуться в гамбийскую политику. Добивался переговоров с президентом Яйя Джамме, который пришёл к власти в результате успешного переворота 1994. Саньянг готов был к сотрудничеству, но Джамме не проявлял к нему большого интереса. Попытки Саньянга вновь применить насилие — нападение на военный патруль в Фарафенни (1995), план убийства Джамме (2006) — вызвали жёсткий ответ.
В 2006 Саньянг был арестован в Гвинее-Бисау. Имелась информация, что президент Джамме заплатил президенту Виейре три миллиона долларов, двадцать шесть автомобилей и крупную партию риса за экстрадицию Саньянга и двух его сторонников. Однако трое гамбийцев бежали из тюремного помещения в военном лагере. Обстоятельства побега остались непрояснёнными. Большинство комментаторов сходятся но версии, согласно которой побег организовала одна из противоборствующих группировок в правительстве Гвинеи-Бисау.
Кукои Самба Саньянг обосновался в Сенегале. Продолжал выступать с политическими заявлениями, призывал к свержению Джамме. Признавал свои связи с континентальной наркомафией, намекая на её политические возможности. Но эта «лихорадочная активность» воспринималось уже «не как признак жизненных сил, а как борьба забытого изгоя за выживание».

## Депрессия и смерть
Присутствие Саньянга в Сенегале осложняло отношения с Гамбией. В марте 2013 сенегальские власти депортировали Саньянга в Мали. Саньянг жаловался, что ему даже не позволили забрать из дома личные вещи.
Последние месяцы жизни Саньянг провёл в Бамако. У него ухудшилось здоровье, он подозревал, что был отравлен в Гвинее-Бисау. Друзья отмечали, что Саньянг, привыкший расходовать несколько тысяч африканских франков в день, теперь мог позволить себе не более одной тысячи. Находился в тяжёлой депрессии, предчувствовал скорую смерть. 60-летний Кукои Самба Саньянг умер 18 июня 2013. Похоронен Саньянг в Сенегале.

## Оценки
Отношение к Саньянгу в основном негативное. Дауда Джавара характеризовал его как «неудавшегося семинариста, неудавшегося учителя, неудавшегося политика, а под конец неудавшегося заговорщика». Но с другой стороны, исследователи отмечают: при всей неумелости и даже нелепости, именно группировка Саньянга (а не партии системной оппозиции) практически захватила власть и потеряла её только под военным ударом извне.
Саньянг воспринимается прежде всего как организатор кровопролития. Искренность и принципиальность его революционных убеждений ставится под сомнение в свете сотрудничества с Тейлором и попыток вписаться в режим Джамме. Оппозиционные авторы предостерегали гамбийцев от поиска в Саньянге альтернативы президенту Джамме и напоминали, что именно путч 1981 прервал традицию демократического развития Гамбии, создал опасный прецедент, предвосхитил диктатуру и массовые нарушения прав человека.
В современной Гамбии леворадикальные идеи представляет Народно-демократическая организация за независимость и социализм, признающая принципы демократии.